# Julie Bertuccelli
Julie Mathilde Charlotte Claire Bertuccelli (Boulogne-Billancourt, Francia, 12 de febrero de 1968) es una directora de cine francesa.
Es hja del director Jean-Louis Bertuccelli y viuda del director de fotografía Christophe Pollock. Es conocida en particular por su documental La Cour de Babel lanzado en 2014 y el largometraje L'Arbre lanzado en 2010.

## Biografía
Estudió una maestría en filosofía y se convirtió, durante diez años, en asistente de dirección en muchos largometrajes, películas para televisión y cortometrajes con Otar Iosseliani, Rithy Panh, Krzysztof Kieślowski, Emmanuel Finkiel, Bertrand Tavernier, Jean-Louis Bertuccelli, Christian de Chalonge, René Féret y Pierre Etaix.
Tras una introducción al cine documental en 1993 en Ateliers Varan, dirigió quince documentales para Arte, France 3 y France 5, entre ellos Une liberté!, La Fabrique des juges, Bienvenue au grand magasin, Un monde en fusion, Otar Iosseliani, le merle siffleur, Le Mystère Glasberg, Antoinette Fouque, qu’est-ce qu’une femme ?…
Su primer largometraje Depuis qu’Otar est parti... ha sido coronado con veinte premios en Francia y en el extranjero, incluido el Gran Premio de la Semana de la Crítica en el Festival de Cine de Cannes 2003, el César a la mejor ópera prima en 2004, el Marguerite Duras Premio 2003 y Premio Michel d'Ornano 2003 en Deauville.
L’Arbre es su segundo largometraje. Fue nominada a tres césars.
Su documental La Cour de Babel estrenado en cines en marzo de 2014, ha sido seleccionado en varios festivales, incluidos los de Nueva York, Roma, Abu Dhabi, Sheffield, Río, Montreal, Tokio, El Cairo y San Francisco.
Su documental Dernières Nouvelles du Cosmos ( noviembre de 2016), recibió el Premio del Público de los Rencontres du Cinéma Documentaire en Montreuil y el Gran Premio de la FIFA en Montreal (2018).
Su último largometraje,  La dernière folie de Claire Darling, con Catherine Deneuve y Chiara Mastroianny se estrenó en los cines franceses en febrero de 2019 recaudó $0 en América del Norte y un total mundial de $1 millón. Con solo 85,000 espectadores en Francia, la película fue un gran fracaso.
Julie Bertuccelli fue elegida como presidenta de la Scam habiendo sido la primera mujer elegida para este cargo en 2013, así como la flamante Cinemateca del documental que creó con Scam (con el que también creó el Ojo de 'Or, Premio de Documental en el Festival de Cine de Cannes en 2015). Fue copresidenta con Michel Hazanavicius de la Sociedad Civil de Productores Autores Productores (ARP) en 2016.

El 26 de octubre de 2022 es homenajeada en el FICM haciéndole entrega de su butaca simbólica por su gran trayectoria en el cine conjunto con la presentación de su documental Jane Campion: The Cinema Woman.

Homenaje a Julie Bertuccelli en el FICM 2022
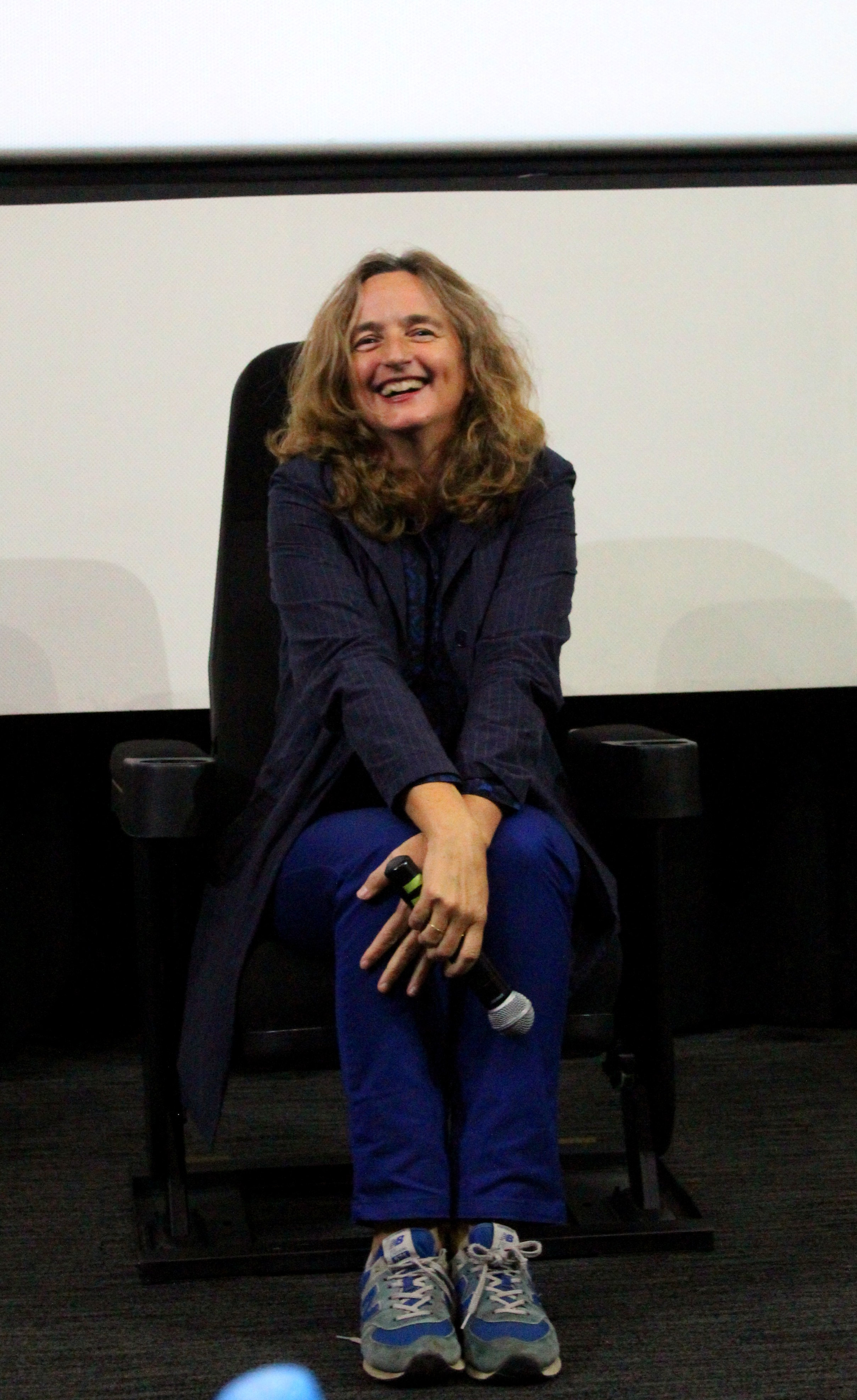
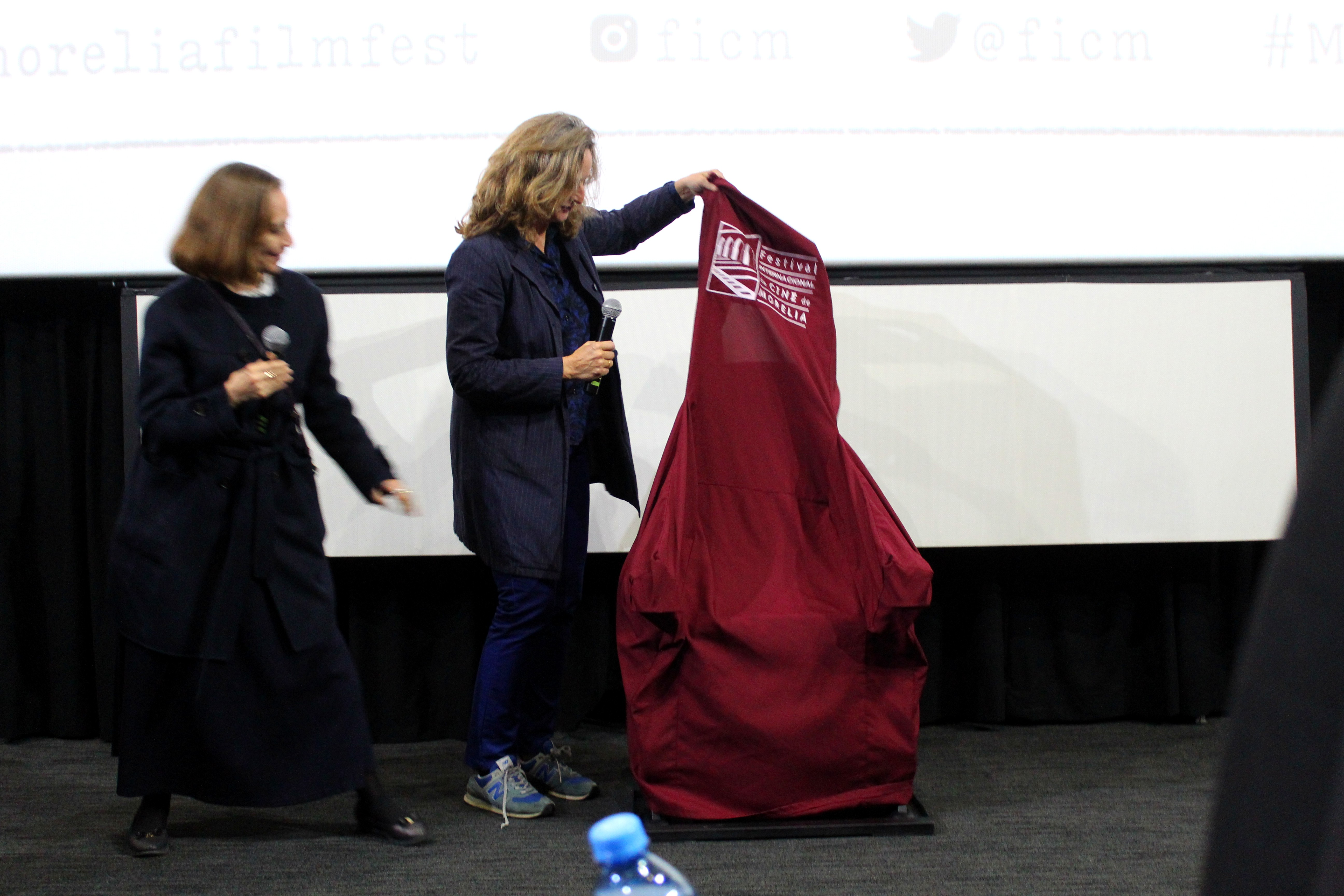
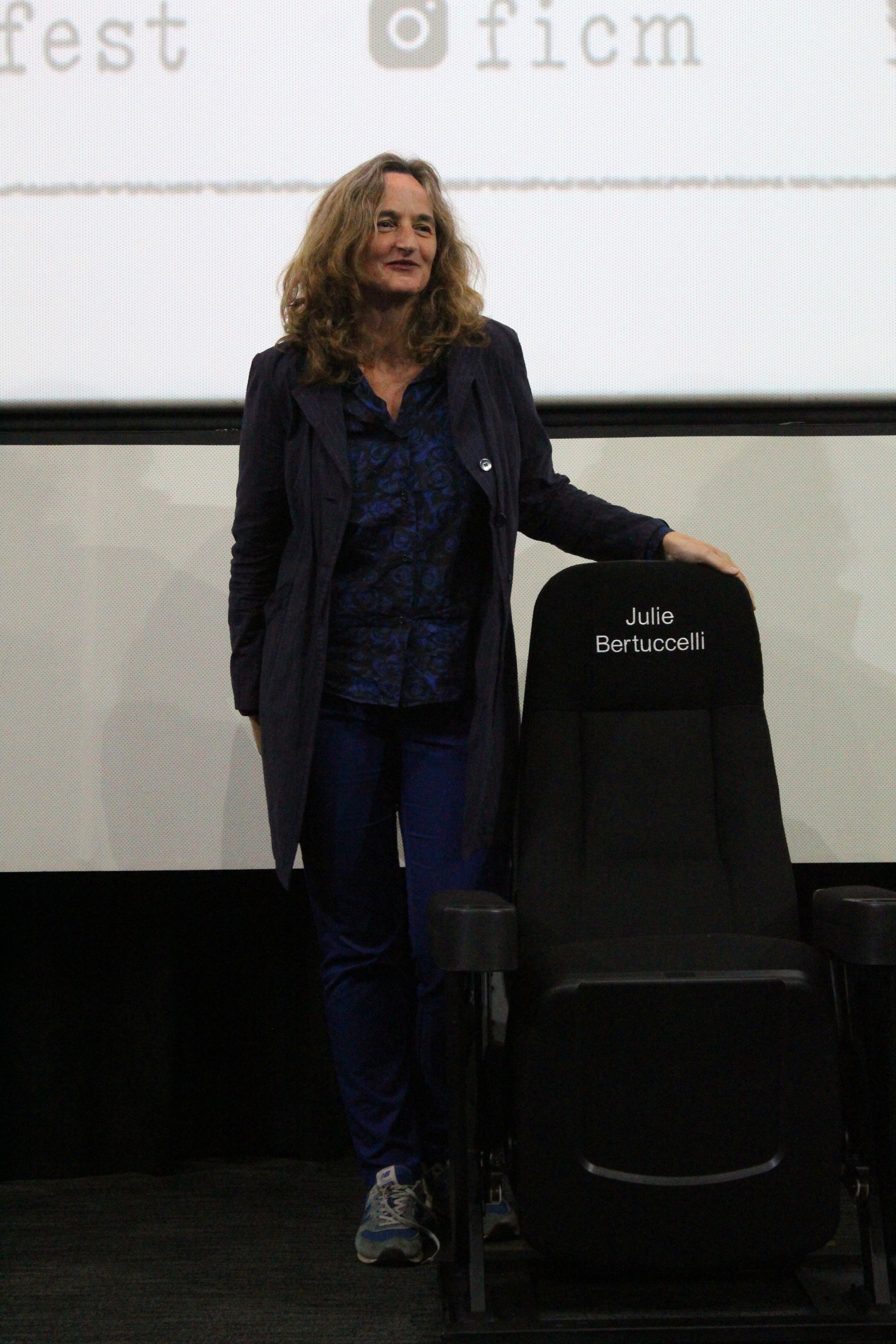
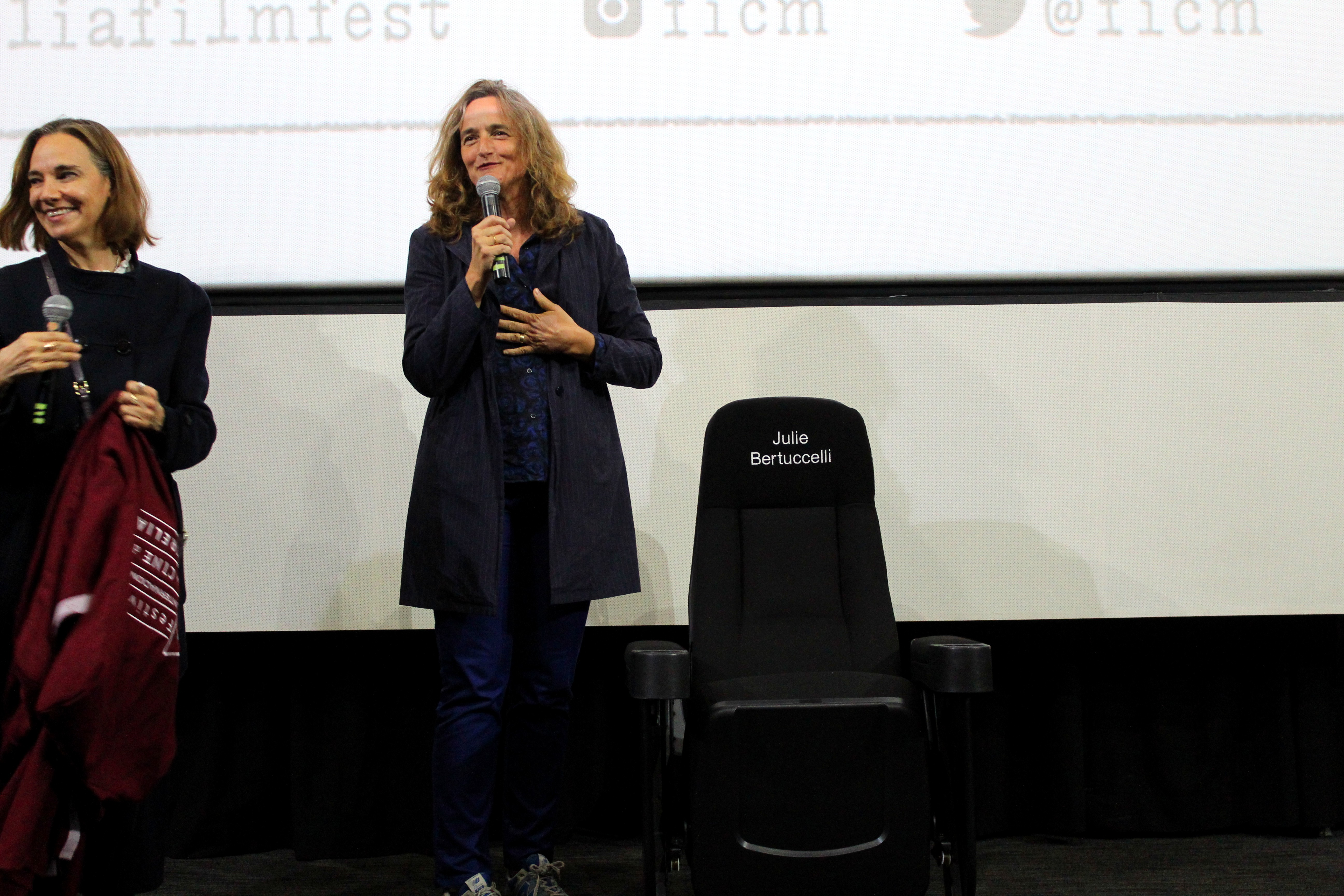

## Filmografía

### Directora

#### Documentales
- 1993: Un oficio como un autre
- 1994: Una libertad<span typeof="mw:DisplaySpace" id="mwNg">&nbsp;</span>!
- 1995: Un dimanche en champagne
- 1995: El juglar de Notre-Dame
- 1996: Rasgo de unión
- 1996: Saint-Denis, les couleurs de la ville
- 1997: La fábrica de los juges
- 1999: Bienvenue au gran magasin
- 2000: Les Îles éoliennes (coll. viajes, viajes)
- 2006: Un mundo en fusión
- 2006: Otar Iosseliani, le merle siffleur (Coll. Cineastas de notre temps )
- 2007: Etapa Les chantiers nomades: l'acteur concret au cinéma, autour des objets
- 2008: El misterio de Glasberg
- 2008: Antoinette Fouque, qu'est-ce qu'une femme (Coll. Emprender)
- 2014: La Corte de Babel
- 2016: Últimas novedades del cosmos
- 2022: Jane Campion: The Cinema Woman

#### Largometrajes
- 2003: Depuis qu'Otar est parti...
- 2010: L'Arbre
- 2018: Claire Darling

### Guionista
- 2002: Depuis qu'Otar est parti...
- 2010: L'Arbre
- 2018: Claire Darling

### Asistente de director
- 1988-1990: Divers série: Salut les homards, Les six compagnons, Souris noire de Pierre Étaix
- 1990: Aujourd'hui peut-être de Jean-Louis Bertuccelli
- 1990: Kaminsky, un flic à Moscou de Stéphane Kurc
- 1991: Promenades d'été de René Féret
- 1991: La Chasse aux papillons de Otar Iosseliani
- 1992: Precheur en eau problem de Georges Lautner
- 1992: Trois couleurs: Bleu de Krzysztof Kieślowski
- 1992: Trois couleurs: Blanc de Krzysztof Kieślowski
- 1993: Les Dessous du Moulin Rouge de Nils Tavernier
- 1994: El clandestino de Jean-Louis Bertuccelli
- 1994: Madame Jacques sur la Croisette de Emmanuel Finkiel
- 1995: L'Appat de Bertrand Tavernier
- 1995: Le Bel Été 1914 de Christian de Chalonge
- 1996: Bandoleros, capítulo VII de Otar Iosseliani
- 1997: Un soir après la guerre de Rithy Panh